# آنتونوف-۱۸۰

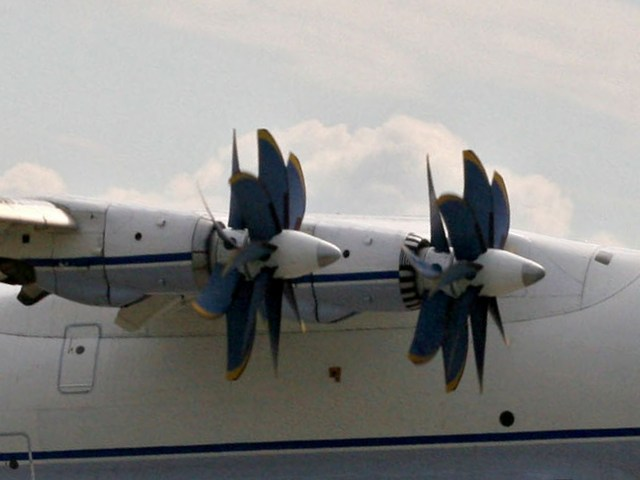
موتور آنتونوف-۱۸۰

آنتونوف ای‌ان-۱۸۰ (به انگلیسی: Antonov An-180) یک هواپیمای طراحی کارخانهٔ آنتونوف است.